# 257
257 је била проста година.

## Догађаји
- Галијен ступа у заједнички конзулат са својим оцем Валеријаном I, пошто је успео да поврати подручје Дунава.
- Будући цар Аурелијан побеђује Готе и враћа многе заробљенике у Рим.
- У Баварској, Римљани напуштају Германски лимес (Горњи ретијски лимес) дуж реке Илер.
- Валеријан, под старатељством Ингенуа, настањује се у Сирмијуму (Панонија) да представља римску власт у немирним илирским провинцијама.
- Цар Валеријан враћа Антиохију од перијског краља Шапура I.
- Готи граде флоту на Црном мору.
- Готи се деле на Остроготе и Визиготе.
- Почиње Валеријанов прогон хришћана: његов едикт наређује епископима и свештеницима да приносе жртве паганским идолима према паганским ритуалима и забрањује хришћанима, под казном смрти, да се састају на гробовима својих покојника.

### Август
- 30. август – Папа Сикст II наслеђује папу Стефана I као 24. римски епископ.